# Bing Crosby
Harry Lillis „Bing“ Crosby (3. května 1903 Tacoma, Washington, USA – 14. října 1977 Madrid, Španělsko) byl patrně jeden z nejpopulárnějších amerických zpěváků a herců všech dob. Je považován za jednoho ze zakladatelů moderní americké populární hudby a jednu z prvních multimediálních hvězd. Byl nositelem ceny Oscar i Grammy. Byl to člověk, jenž za svůj život pouze v Americe prodal více než 300 miliónů gramofonových desek. Natočil přes 70 filmů a nahrál přes 1600 písní.

## Život

### Dětství
Rodiče se v roce 1906 usadili ve městě Spokane, otec pracoval jako účetní. Bydleli se svými sedmi dětmi  v domě  na okraji areálu Gonzaga University, kde je dnes muzeum Binga Crosbyho. Harry Crosby v dětství rád četl komiks The Bingville Bugle, ve kterém se hlavní postava jmenovala Bingo  a  podle ní dostal přezdívku Bing. V roce 1920 začal studovat práva na univerzitě Gonzaga, ale školu nedokončil, protože dal přednost  hudební kariéře. Od roku 1921 hrál na bicí a zpíval se skupinou The Musicaladers  na tanečních zábavách  ve městě. 

### Pěvecká kariéra
Bing Crosby začínal tak jako mnoho jiných bílých jazzových muzikantů své doby, kteří ve 20. letech 20. století pro sebe objevili jazz. Nejprve se svým přítelem Alem Rinkerem vytvořili zpívající duo a vypravili se společně do Los Angeles. V roce 1926 je zde angažoval Paul Whiteman. Později se k nim připojil třetí zpěvák Harry Baris, vytvořili jazzové trio s názvem Rhythm Boys. 
Jednalo se tehdy prakticky o jednu z prvních vokálních jazzových skupin, která se podílela na řadě tehdejších Whitemanových nahrávek. Bing zde zpíval nejen v triu, ale i sólově. V roce 1927 natočil  s Whitemanovým orchestrem svou první gramofonovou desku a brzy měl na svém kontě několik sólových nahrávek. Mimo jiné zde také vystupoval tehdejší Bingův kamarád, legendární trumpetista Bix Beiderbecke.

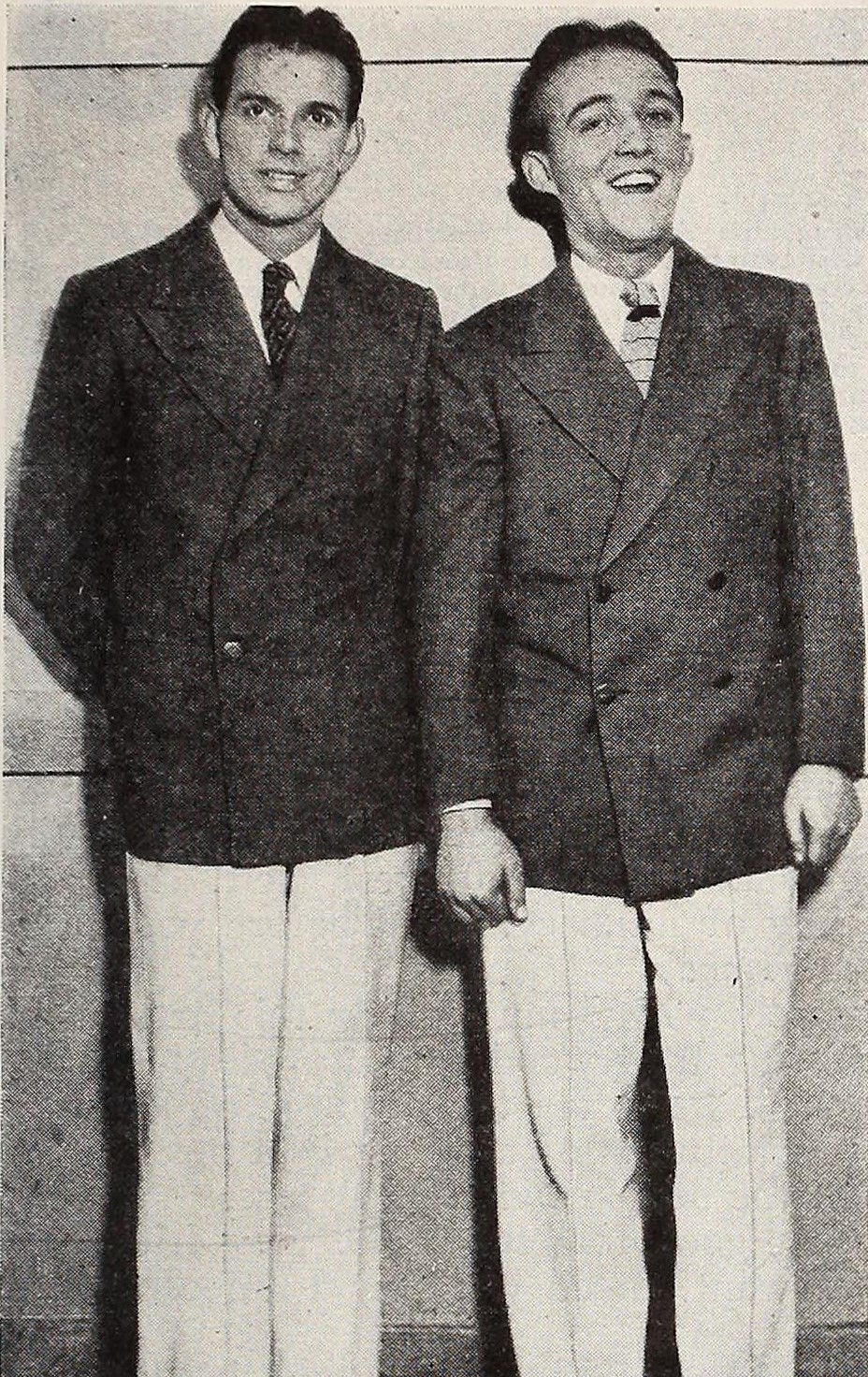
Al Rinker a Bing Crosby (1934)

V roce 1930 poprvé vystupovali s Paulem Whitemanem ve filmu Král jazzu. V roce 1930 se ale jejich profesní cesty rozešly. Bing se vydal na dráhu sólového zpěváka a posléze i filmového herce. Jako sólový zpěvák jezdil po celých Spojených státech s orchestrem bratří Dorseyových. Natočil několik gramofonových desek pro firmu Columbia, mezi nimi svůj první velký hit I Surrender Dear (Drahá, já se vzdávám), který mu pomohl získat exkluzivní smlouvu s vlivnou rozhlasovou stanicí CBS.

### Rozhlas
Od roku 1931 už měl v rozhlase svůj vlastní pravidelný pořad. Měl krásný, jemný, hebce sametový hlas v barytonovém rozsahu, který si každou melodii jen jakoby lehce pobrukoval, hlas doplněný vynikajícím frázováním s dokonalou pěveckou technikou při zpěvu do mikrofonu. Technicky vycházel z přirozené dikce. Svým mužným, hebce melodickým hlasem dokázal vykouzlit dokonalou iluzi intimního sdělení právě tady a právě teď jen a jen pro vás – v tomto ohledu byl velmi výjimečný a vlastně i neopakovatelný. 
Do bouřlivé éry amerického swingu se vpravil lehce a snadno. Kromě toho natáčel další a další gramofonové desky i filmy, pravidelně vystupoval též v americkém rozhlasu. Svým pěveckým stylem velmi ovlivnil celou řadu svých pozdějších následovníků doslova po celém světě. Z amerických zpěváků se jednalo především o jeho pěveckého i hereckého kolegu, zpěváka a filmového herce Franka Sinatru. 
Zpíval déle než padesát let a jeho hlas jako by s ním vůbec nestárl. Za svůj život si zazpíval i několik úspěšných duetů, mimo jiné též se zpěvačkou Conií Boswellovou z dívčího tria The Boswell Sisters nebo i s  Louisem Armstrongem. K jeho nejznámějším písním patří White Christmas (Bílé Vánoce) z filmu Holiday Inn z roku 1942, která patří mezi nejprodávanější singlové nahrávky všech dob. 
Za svou více než padesátiletou pěveckou kariéru prodal v Americe více než 300 miliónů gramofonových desek, z toho celkem 21 zlatých a 6 platinových. Na desky natočil přes tři tisíce písní. Byl nejen interpret, ale také složil hudbu či text k řadě známých skladeb. Jako spoluautor se podílel na 22 písních, z nichž nejúspěšnější byla I Don't Stand a Ghost of a Chance With You. Nahráli ji mimo jiné Duke Ellington, Frank Sinatra, Thelonious Monk, Billie Holiday a Mildred Bailey.  

### Filmová kariéra
Od roku 1933 natočil více než sedmdesát filmů. Nejúspěšnějším je film Farář u sv. Dominika (Going my Way) z roku 1944, který Crosbymu přinesl Oscara za nejlepší mužský herecký výkon v hlavní roli. Za roli ve volném pokračován Zvony od svaté Marie (The Bells of St. Mary's) z roku 1945 byl na Oscara znovu nominován, ale nezískal ho.

### Golf a další sporty

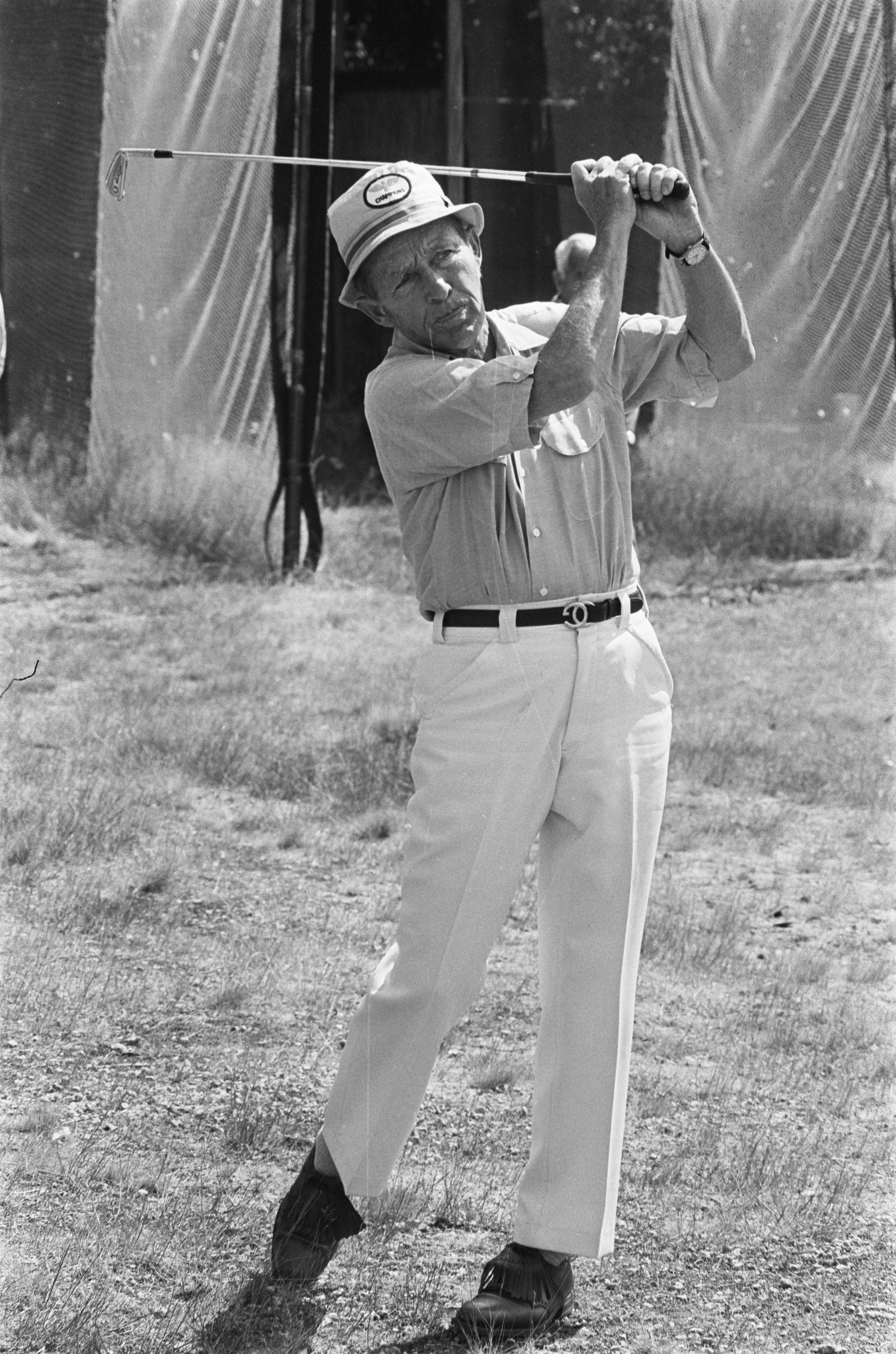
Bing Crosby při golfu (1975)

Crosby se velice zajímal o řadu sportů. Ve 30. letech 20. století ho jeho přítel a bývalý spolužák z vysoké školy, trenér týmu Gonzaga Mike Pecarovich, jmenoval asistentem fotbalového trenéra. Od roku 1946 až do své smrti vlastnil čtvrtinový podíl v profesionálním baseballovém klubu Pittsburgh Pirates. Ve Front Royal Virginia byl na jeho počest pojmenován baseballový stadion. Své domácí zápasy zde hraje tým Front Royal Cardinals z Valley Baseball League. Bing je také domovem obou středoškolských baseballových týmů okresu.
Crosby rovněž velmi rád rybařil. V létě 1966 strávil celý týden jako host lorda Egremonta, pobýval v Cockermouthu a rybařil na řece Derwent. Jeho výlet byl natočen pro pořad The American Sportsman na stanici ABC, ačkoli zpočátku se natáčení nedařilo, na konci týdne si to však vynahradil několika úlovky.
Crosby byl také vášnivým hráčem golfu. Později se o golf zajímal nejen jako hráč, ale významně se zasloužil o jeho rozvoj, za což získal několik ocenění. Golfu se poprvé věnoval ve 12 letech,  jako caddie nosil hráčům golfové hole. Na golfovém hřišti trávil hodně času už během turné ve 20. letech. Nakonec se Crosby v tomto sportu zdokonalil a v nejlepších letech dosáhl hendikepu dva. Účastnil se britského i amerického amatérského mistrovství, byl pětinásobným klubovým šampionem v Lakeside Golf Clubu v Hollywoodu a jednou zahrál hole-in-one na 16. jamce v Cypress Point.
V roce 1937 Crosby uspořádal první turnaj „Crosby Clambake“ v Rancho Santa Fe Golf Clubu v Rancho Santa Fe v Kalifornii, kde se akce konala do druhé světové války. Po válce se akce obnovila v pozměněné podobě v roce 1947 na golfových hřištích v Pebble Beach pod názvem  Bing Crosby National Pro-Amateur, současný název je AT&T Pebble Beach Pro-Am. Jak napovídá sousloví „Pro-Am“, hrají vždy dvojice golfového profesionále a amatéra. Turnaj stále patří ke stálicím PGA Tour a za amatérské golfisty se ho účastní hollywoodské hvězdy a další celebrity.
V roce 1950 se Crosby stal třetím nositelem ceny Williama D. Richardsona, která se uděluje neprofesionálnímu golfistovi, za významný a dlouhodobý přínos golfu. V roce 1978 získal Bob Jones Award (spolu s Bobem Hopem), nejvyšší ocenění které uděluje United States Golf Association. Je členem Světové golfové síně slávy, do které byl slavnostně uveden v roce 1978.
Zemřel nečekaně v roce 1977 bezprostředně po vyhraném golfovém zápase ve španělském Madridu u 18. jamky tamního golfového hřiště, jen několik týdnů po svém posledním úspěšném turné do Spojeného království, kde také stihl natočit i svoji poslední gramofonovou LP desku (později vyšla také v někdejším Československu u firmy Supraphon).

### Osobní život
V roce 1930 se oženil s herečkou a zpěvačkou Dixie Lee, se kterou měl čtyři syny. Zemřela v roce 1952 na rakovinu. Po její smrti měl několik krátkodobých  vztahů  a v roce 1957 se oženil s herečkou Kathryn Grantovou. Jejich manželství trvalo až do Crosbyho smrti na dovolené v Madridu. Spolu měli tři děti. Od začátku své filmové kariéry Crosby žil s rodinou trvale v Kalifornii, kde postupně vlastnil několik nemovitostí. Je pohřben na hřbitově Holy Cross Cemetery v Culver City v Kalifornii. 

## Dílo

### Záznamová technika
Blíže o této kapitole Crosbyho díla viz článek Videorekordér. Magnetický záznam zvukového i televizního signálu má reálné počátky v časných létech padesátých a se jménem slavného hudebníka a herce je nerozlučně spojen. Proto nelze opomenout, že počátcích tohoto velkého úspěchu stál i Bing Crosby, všestranně nadaný technický nadšenec i schopný podnikatel.

### Filmy, výběr
- 1932 – The Big Broadcast – režie: Frank Tuttle
- 1935 – Mississippi – režie: A. Edward Sutherland – s W.C.Fieldsem a Joan Benettovou
- 1936 – Anything Goes – režie: Lewis Milestone – s Ethel Mermanovou
- 1936 – Rhythm on the Range – režie: Norman Taurog – s Frances Farmerovou
- 1936 – Pennies from Heaven – režie: Norman Z. McLeod
- 1937 – Waikiki Wedding – režie: Frank Tuttle
- 1940 – Rhythm on the River – režie: Victor Schertzinger
- 1941 – Birth of the Blues – režie: Victor Schertzinger
- 1942 – Holiday Inn – režie: Mark Sandrich – s Fredem Astairem – (Oscar pro píseň White Christmas v podání Binga Crosbyho)
- 1944 – Going My Way (Crosby získal Oscara jako nejlepší herec) – režie: Leo McCarey – (česky: Farář od svatého Dominika)
- 1945 – The Bells of St. Mary's (nominace na Oscara) – režie: Leo McCarey – s Ingrid Bergmanovou – (česky: Zvony od svaté Marie)
- 1946 – Blue Skies – režie: Stuart Heisler – s Fredem Astairem
- 1948 – The Emperor Waltz – režie: Billy Wilder – s Joan Fontaineovou
- 1949 – A Connecticut Yankee in King Arthur's Court – režie: Tay Garnett
- 1954 – White Christmas – režie: Michael Curtiz – s Danny Kaye, Rosemary Clooneyovou a Vera-Ellen – (česky Bílé Vánoce)
- 1954 – The Country Girl (nominace na Oscara) – režie: George Seaton – s Grace Kellyovou a Williamem Holdenem
- 1956 – High Society – režie: Charles Walters – s Grace Kellyovou, Frankem Sinatrou a Louisem Armstrongem
- 1956 – Anything Goes – režie: Robert M. Lewis
- 1960 – High Time – režie: Blake Edwards
- 1964 – Robin and the 7 Hoods – režie: Gordon Douglas – s Frankem Sinatrou, Deanem Martinem a Samy Davisem Jr.

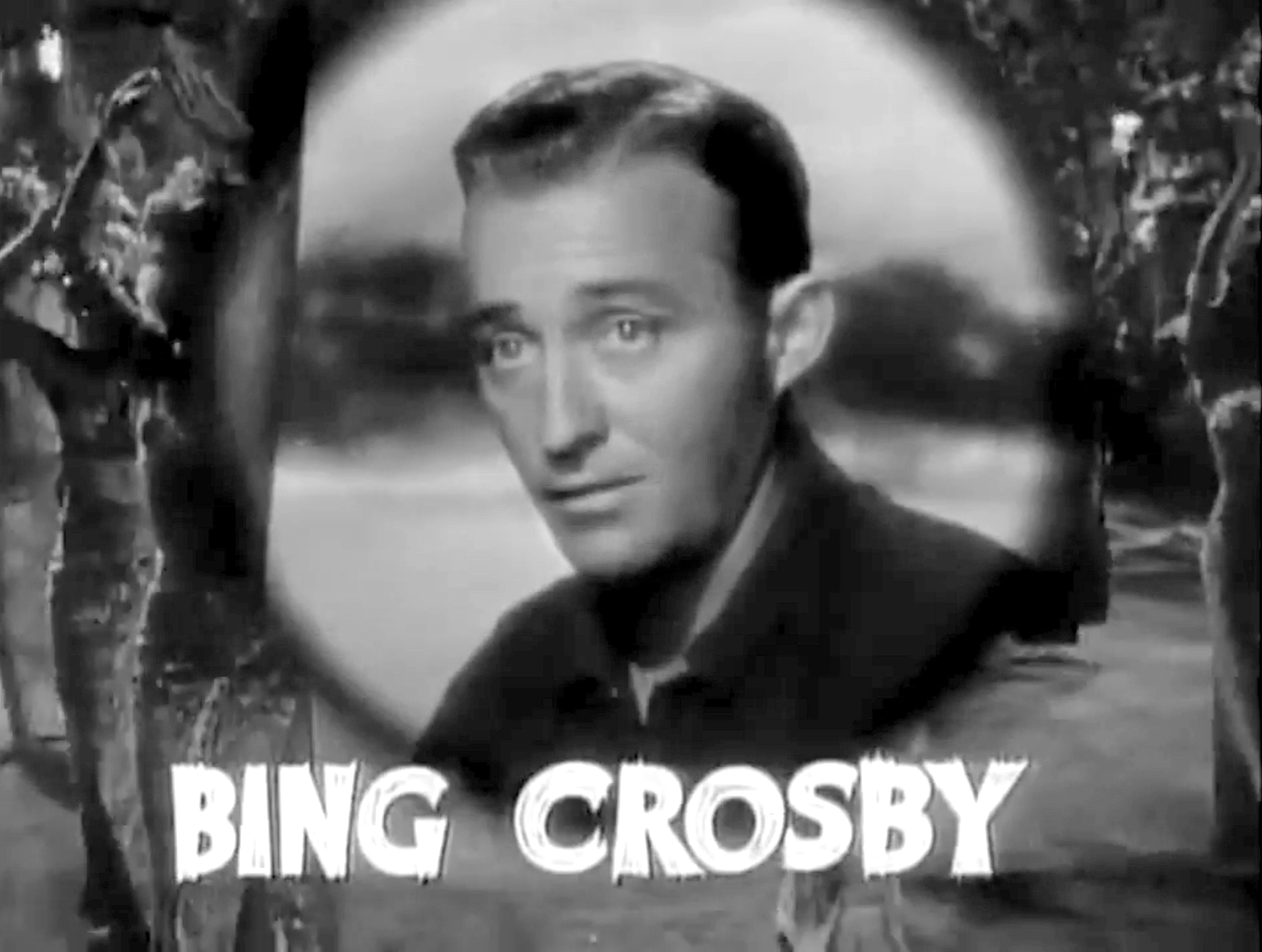
Bing Crosby (trailer k filmu Road to Singapore, 1940)

### Filmové komedie z kategorieroad movie
- s Bobem Hope a Dorothy Lamourovou:
  - 1940 – Road to Singapore
  - 1941 – Road to Zanzibar
  - 1942 – Road to Morocco
  - 1946 – Road to Utopia
  - 1948 – Road to Rio
  - 1952 – Road to Bali
  - 1962 – Road to Hong Kong (bez Dorothy Lamourové)

## Práce pro televizi a rozhlas
Bing Crosby moderoval od 30. let až do 50. let také v rozhlase. V letech 1964 – 1965 měl také svoji vlastní televizní show vysílanou v sítích amerických kabelových televizí. Kromě toho také namluvil komentáře k některým krátkým televizním filmům.
- The Bing Crosby Show (1954)
- The Edsel Show (1957)
- Bing Crosby in London (1961)
- The Bing Crosby Show (1964–1965)
- Bing Crosby in Dublin (1965)
- Goldilocks (1971) (hlas)
- Dr. Cook's Garden (1971)

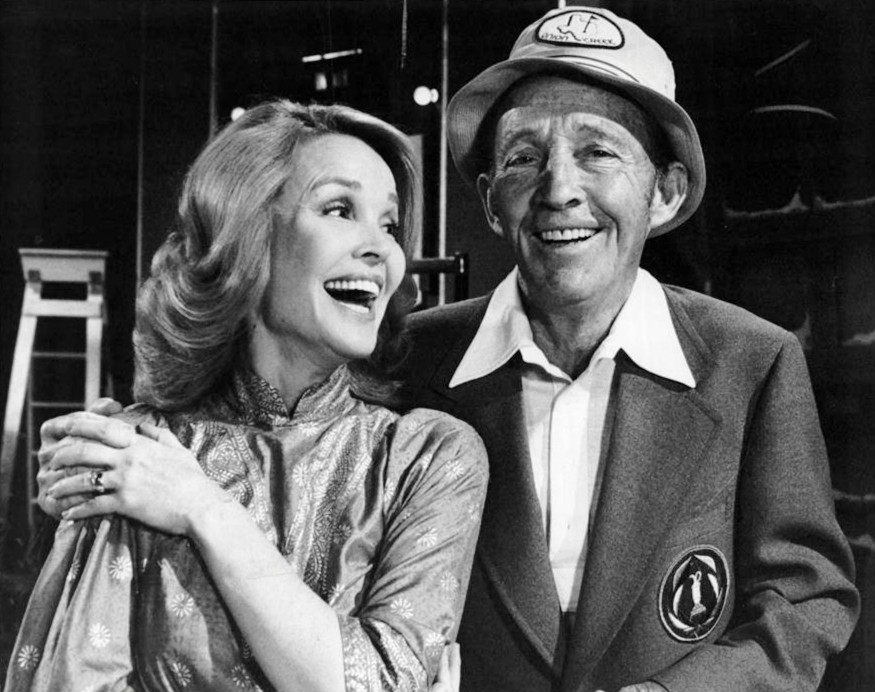
Bing Crosby s manželkou Kathryn ve vánočním televizním pořadu (1976)

- Bing Crosby and Fred Astaire: A Couple of Song and Dance Men (1975)
- The Bell Telephone Jubilee (1976)

## Diskografie
Za svůj život obdržel celkem 21 zlatých a 6 platinových gramodesek podle klasifikace americké organizace RIAA.
- 1940 – Only Forever
- 1942 – White Christmas (s touto nahrávkou bylo prodáno přes 70 milionů kusů gramofonových desek)
- 1943 – Sunday, Monday, Or Always
- 1944 – I Love You
- 1944 – I'll Be Seeing You
- 1944 – Swinging On A Star
- 1944 – Don't Fence Me In (Bing Crosby & Andrews Sisters)
- 1945 – It's Been A Long, Long Time (Bing Crosby & Les Paul)
- 1945 – I Can't Begin To Tell You (Bing Crosby & Carmen Cavallaro)
- 1949 – Dear Hearts And Gentle People
- 1949 – Mule Train
- 1950 – Chattanoogie Shoeshine Boy
- 1950 – Sam's Song (Bing & Gary Crosby)
- 1950 – Christmas In Killarney
- 1951 – Domino
- 1952 – The Isle Of Innisfree / At Last! At Last!
- 1952 – Zing A Little Zong (Bing Crosby & Jane Wyman)
- 1952 – Silent Night, Holy Night / Adeste Fideles (O Come All Ye Faithful)
- 1954 – Changing Partners
- 1954 – Count Your Blessings Instead Of Sheep
- 1955 – Stranger In Paradise
- 1956 – In A Little Spanish Town
- 1956 – True Love (Bing Crosby & Grace Kelly)
- 1957 – Around The World
- 1977 – White Christmas (1942)
- 1982 – Peace On Earth-Little Drummer Boy (David Bowie & Bing Crosby)

## Česká diskografie

### Gramofonové desky
- LP deska Bing Crosby firmy Supraphon 1980 v licenci Polydor, katalogové číslo 1113 2740 ZD

### CD
- 2 CD The Bing Crosby collections (40 great tracks) v licenci Prestige Records Ltd. v roce 1999

## Citáty
- Byl otcem mé kariéry, idolem mého mládí a v době mé dospělosti i mým drahým přítelem – Frank Sinatra
- Napodoboval jsem ho, což svého času činil tak či onak každý zpěvák – Frankie Lane
- Každý v oboru od Crosbyho něco převzal – Tony Bennett